# The Astronomical Journal
The Astronomical Journal (abrégé en Astron. J. ou AJ) est une revue scientifique mensuelle à comité de lecture spécialisée dans tous les domaines concernant l'astronomie, et publiée par l'université de Chicago pour le compte de l'Union américaine d'astronomie.
D'après le Journal Citation Reports, le facteur d'impact de ce journal était de 4,481 en 2009.

## Histoire
L’Astronomical Journal est fondé en 1849 par Benjamin Apthorp Gould, mais la publication cesse entre 1861 et 1885, du fait de la Guerre de Sécession, date à laquelle Gould en  reprend l'édition. Entre 1909 et 1941 l’AJ est édité à Albany dans l'État de New York. En 1941 l’AJ est transféré à l'Union américaine d'astronomie par Benjamin Boss.
La première édition électronique de l’AJ date de janvier 1998. En juillet 2006 débute e-first, une version électronique publiée indépendamment de la version papier.

## Éditeurs
- 1849-1861 et 1885-1896, Benjamin Apthorp Gould, Jr.
- 1896-1909, Seth C. Chandler
- 1909-1912, Lewis Boss
- 1912-1941, Benjamin Boss
- 1941-1959, Dirk Brouwer
- 1959-1963, Dirk Brouwer et Harlan James Smith
- 1963-1965, Dirk Brouwer
- 1965-1966, Dirk Brouwer et Gerald Maurice Clemence
- 1966-1967, Gerald Maurice Clemence
- 1967-1974, Lodewijk Woltjer
- 1975-1979, Norman H. Baker et L. B. Lucy
- 1980-1983, Norman H. Baker
- 1984-2004, Paul W. Hodge

Depuis 2005, la direction éditoriale est assurée par John S. Gallagher III (université du Wisconsin-Madison, États-Unis).